# Даргинское имя
Даргинские имена — имена, носителями которых являются даргинцы, один из дагестанских народов. Абсолютное большинство даргинцев носят исламские имена.

## Имена недаргинского происхождения
Так как даргинцы множество веков исповедуют ислам, мусульманская культура оказала на даргинскую мощное влияние, из-за чего многие даргинцы носят имена арабского происхождения, такие как Мухаммад, Али, Ибрагим и другие. Нередки также имена тюркского происхождения.

## Имена даргинского происхождения
Несмотря на воздействия иных культур, некоторый пласт собственно даргинских имён всё же сохранился, хоть он и не велик.
Некоторые исконно даргинские мужские имена:
| - Абазай - Абази - Базалай - Балай - Балзинай - Белсмук - БялчІай - Варх - Варкьай | - Вятту - Гадай - ГІантай - Дудеш - Зявкка - Ккантар - Кахмар - Ккужак - Кайбаши | - Кканни - Куйну - Къаду - Къайкъи - Къакъба - Къушкъар - КьучІи - Кьялши - Макьач - Мяччи | - Мякьи - Урши - ХІаци - ХІемучи - ХІевга - Хъубзар - Цаиб - Цамук - Царка - Ццицци |

Женские:
| - Аба - Абази - Абазай - Аттаба - Жага | - Жата - ЦIайб - ЦIибац - Цаибат |